# Пацунов Валерій Петрович
Валерій Петрович Пацунов (3 червня 1939, м. Київ — 19 червня 2022) — український театральний режисер, сценограф, педагог, заслужений діяч мистецтв України (1992), професор (2002), член спілки театральних діячів України (1972).

## Життєпис
Творчий шлях почав з акторської діяльності, в юнацькі роки брав участь у зйомках та дубляжах фільмів на кіностудії ім. О. Довженка, грав на сценах народних театрів.
Згодом молодого Пацунова «знайшов» кінорежисер Олексій Герман, який привів його до художнього керівника БДТ (Санкт-Петербург) Георгія Товстоногова, під орудою якого В. Пацунов зіграв у виставі «Океан» О. Штейна. Участь у творчому процесі одного з найвизначніших театрів світу завершило перший період формування юного В. Пацунова. З цим багажем він і поступив у Київський театральний інститут ім. Карпенка-Карого разом з Іваном Миколайчуком, Брониславом Брондуковим, Борисом Івченком, Володимиром Савельєвим та багатьма іншими представниками майбутнього славетного Золотого фонду українських митців. У тому зірковому наборі були й такі сокурсники Валерія Пацунова, як Апік Парра (нині нар. арт. Росії), Борис Соколов (нині нар. арт. Росії), майбутня авторка популярної п'єси «Фантазії Фарятьєва» — Алла Соколова та ін.
По завершенні навчання режисурі у Київському державному інституті театрального мистецтва ім. Карпенка-Карого (1968) В. Пацунов закінчив у Москві курси підвищення кваліфікації під кер. професора Леоніда Хейфіца. Зголом стажувався у таких режисерів, як Борис Равенських (Московський театр ім. О. Пушкіна), Олег Єфремов (МХАТ), Анатолій Ефрос (Московський театр на Малій Бронній), Микола Охлопков (Московський академічний театр ім. В. Маяковського), Юрій Любимов (Московський театр на Таганці), Вольдемар Пансо, Каарел Ірд, Ян Тоомінг (Таллінн, Тарту, Естонія), Ю. Мільтініс (Паневежис, Литва).
У 70-ті р. р. В. Пацунов захопився творчістю Єжи Гротовського (Вроцлав, Польща), безпосередньо контактуючи як з режисером, так і з його акторами та їх послідовниками. Саме після цього творче надбання великого польського реформатора вперше перетнуло російсько-українські кордони.
На ґрунті педагогічних засад кращих європейських режисерів В. Пацунов створив власну програму виховання актора.
80-ті р. р. за пропозицією керівництва Всеукраїнського Центру культурних досліджень В. Пацунов створив на базі цього Центру постійно-діючу всеукраїнську творчу лабораторію з вивчення досвіду «бідного театру» Єжи Гротовського. Тоді ж за ініціативи цього ж Центру взяв участь у заснуванні Всеукраїнського Національного центру (ВНЦ) Міжнародної асоціації театральних аматорів (АІТА), що працювала під орудою ЮНЕСКО, та був обраний Президентом ВНЦ АІТА (1996—2006). Очолюючи ВНЦ АІТА, В. Пацунов сприяв встановленню культурних зв'язків українських народних театрів з міжнародними фестивальним рухом, в результаті чого українська театральна молодь отримала змогу брати участь у багатьох європейських фестивалях.
Таким чином, театральний світогляд В. Пацунова формувався під безпосереднім впливом видатних майстрів європейської режисури ХХ-го століття Г. Товстоногова, Ю. Любимова, А. Ефроса та Єжи Гротовського. І цей світогляд реалізувався у метафоричній режисурі, якій присвятив себе В. Пацунов.
Після роботи в Київському Театрі юного глядача (1970—1980) працював режисером-постановником театральних фестивалів та у 1984 році очолив Київський театр Поезії, на базі якого 1990 р. створив єдиний в Україні театр метафоричної естетики — Київський театр «Золоті ворота», яким керував до 2014 р.
Протягом чверті віку В. Пацунов викладає в Національному університеті культури і мистецтв на кафедрі режисури і майстерності актора. Має низку наукових статей, навчальних програм та навчальних посібників.

## Творчість

### Найважливіші режисерські постановки

#### Театральна режисура
- К. Чапек «Біла хвороба» — Київ. Навчальний т-р.1967
- Г. Мамлін «Ей, ти — здрастуй!» — Харків. ТЮГ. 1970
- В. Пальчинскайте «Я доганяю літо» — Київ. ТЮГ. 1971
- Ю. Чеповецький «Котовасія» — Київ. ТЮГ. 1971
- М. Анчаров, Б. Равенських «Драматична пісня» — Київ. ТЮГ. 1972
- Г. Полонський «Втеча в Гренаду» — Київ. ТЮГ. 1973
- А. Шагінян «Мій любий малюк» — Київ. ТЮГ. 1974
- М. Шатров «Кінь Пржевальського» — Київ. Ін-т культ. 1974
- В. Тендряков «Весняна мадонна» — Київ. ТЮГ. 1975
- М. Ібрагімбековим «За все добре…» — Київ. ТЮГ. 1976
- Р. Погодін «Тринь-бринь» — Київ. ТЮГ. 1977
- М. Фонвізін «Недоросток» — Київ. ТЮГ. 1977
- М. Шатров «Ім'ям революції» — Київ. ТЮГ. 1978
- А. Тоболяк  «Історія одного кохання» — Київ. ТЮГ. 1978
- О. Гончар «Бригантина» — Київ. ТЮГ. 1979
- А. Ліндгрен «Ковбаска, боцман та інші» — Київ. ТЮГ. 1980
- Ю. Марцинкявічус «Кров та попіл» — Київ. Т-р «Золоті ворота».1985
- Л. Горлач «Золоті ворота» — Київ. Т-р «Золоті ворота».1985
- Ю. Михайлов «Ной» — Київ. Т-р «Золоті ворота».1986
- О. Пушкін «Моцарт і Сальєрі» — Київ. Т-р «Золоті ворота».1986
- Л. Костенко «Маруся Чурай» — Київ. Т-р «Золоті ворота».1987
- Т. Ружевич «Картотека» — Київ. Т-р «Золоті ворота».1988
- А. Камю «Калігула» — Київ. Т-р «Золоті ворота».1990
- Ф. Достоєвський «Убивець» — Київ. Т-р «Золоті ворота».1991
- А. Дьяченка «Актори, актори, актори..» — Київ. Т-р «Золоті ворота».1992
- А. Дьяченка «Злодії, злодії, злодії…» — Київ. Т-р «Золоті ворота».1993
- А.-В .-Я. Врапащак«Акторські ігри  з Арістофаном» — Київ. Т-р «Золоті ворота». 1994
- Ю. Чеповецький, В. Пацунов «Гра в байки» — Київ. Т-р «Золоті ворота». 1994
- О. Пушкін «Моцарт і Сальєрі»  Нова редакція — Київ. Т-р «Золоті ворота».1995
- Б. Шарварко, В. Пацунов «Різдвяно-новорічна фантазія» — Київ. ПК «Україна». 1996
- Е. Йонеско «Король вмирає» — Київ. Т-р «Золоті ворота».1997
- Ж. Ануй «Еврідика» — Київ. Т-р «Золоті ворота». 1998
- М. Розовський «Чорний квадрат» — Київ. Т-р «Золоті ворота». 2003
- В. Гюго «Собор Паризької Богоматері» — Київ. Т-р «Золоті ворота». 2008
- Л. Разумовська «Медея» («Безумство кохання») — Київ. Т-р «Золоті ворота». 2009
- Х. Бойчев «Бомж-ілюзіон» («Оркестр Титанік») — Київ. Т-р «Золоті ворота». 2009
- Ж. Кокто «Людський голос» — Київ. Т-р «Золоті ворота». 2010
- Е. Йонеско «Король вмирає». Новаа редакція — Київ. Т-р «Золоті ворота». 2012
- М. Розовський «Чорний квадрат»  Нова редакція. — Київ. Т-р «Золоті ворота». 2012
- Л. Горлач «Золоті ворота» . Нова редакція. — Київ. Т-р «Золоті ворота».2014
- Ф. Достоєвський «Ідіот» — Вінниця, Академічний театр ім. М. Садовського, 2017

#### Режисура міжнародних фестивалів та свят
- Міжнародний фестиваль дружби молоді СРСР та НДР, — Київ. Палац Спорту, 1983
- Театралізоване свято, присвячене чемпіонату світу з боротьби — Київ. Палац Спорту. 1983
- Міжнародний фестиваль духовного мистецтва — Белгород-Дністровський, 1993
- Міжнародний театральний фестиваль «Рампа Дружби» — АРК, Євпаторія, 2001
- Перший Міжнародний фестиваль-симпозіум української театральної діаспори, — м. Київ, 2002
- Другий Міжнародний фестиваль української театральної діаспори — м. Київ, 2006

#### Режисура масових видовищ
- Всеукраїнський фестиваль пісні  «Молода гвардія» — Луганськ-Краснодон. 1968
- Концерт Валерія Леонтьєва — Київ, Палац Спорту, 1981
- Театралізований вечір «100-річчю українського театру» — Київ. Т-р ім. І.Франка. 1982
- Творчий звіт майстрів мистецтв Київської області — Київ. ПК «Україна». 1982
- Театралізований концерт «Музика театру і кіно». — Київ. ПК «Україна». 1983
- Літературно-мистецьке свято «В сім'ї вольній, новій». — Київ. Т-р Опери і балету. 1983
- Всесоюзний фестиваль мистецтв «Кримські зорі» — АРК. Євпаторія. 1983
- Театралізований концерт-вистава «Вишневі усмішки» — Київ. ПК «Україна». 1984
- Всесоюзний фестиваль мистецтв «Київська весна» — Київ. ПК «Україна». 1986
- Театралізоване масове дійство  250-річчя м. Ялти" — АРК. Ялта. 1988
- Мистецьке свято «День Києва» — Київ. Пам'ятка «Золоті ворота».1989
- Театралізований концерт, присвячений 90-річчю О. Довженка — Київ. Будинок Кіно. 1989
- Театралізований концерт-бенефіс Ніни Матвієнко — Київ. ПК «Україна». 1990
- Театралізоване масове дійство «500-річчя запорізького козацтва» — Запоріжжя, о. Хортиця. 1991
- Добродійний творчий вечір тріо «Золоті ключі» — Київ. ПК «Україна». 1993
- Театралізована новорічна вистава «Українська снігова фантазія» — Київ. ПК «Україна». 1993
- Театралізоване свято молодої сім'ї «Любов і злагода» — Київ. ПК «Україна». 1994
- Масова театралізована вистава «Благословен вовіки, наш державний Київ!» — Київ. Співоче поле. 1995

#### Участь у створенні відео-кіно-продукції
- «Пригоди бравого солдата Пешкіна», відео-фільм — режисер-постановник — Київ, «Укртелефільм» 1973
- "Київський театр «Золоті ворота», відео-фільм — автор сценарію — Київ, «Укрнаукфільм» 1991
- «Український Орфей», відео-фільм — читець — Київ, «Національна Телекомпанія України», 2014
- „Казка про гроші“, кінофільм — актор — Київ, Кіностудія ім. О. Довженка», 2017
- «Стоматолог», телесеріал — актор — Київ, «1+1 Продакшн», 2018[2][3]

#### Режисура радіовистав у фонд Національного радіо України
- В. Пальчинскайте «Я доганяю Літо» — Нац. радіо України 1972
- Ю. Чеповецький «Котовасія» — Нац. радіо України 1973
- Л. Устінов «Місто без кохання» — Нац. радіо України 1974
- В. Тендряков «Весняна мадонна» — Нац. радіо України 1975
- А. Алексін «Дзвоніть і приїздіть» — Нац. радіо України 1975
- А. Фонвізін «Недоросток» — Нац. радіо України 1976
- В. Бойко «Ой, вже цей Негода!» — Нац. радіо України 1976
- О. Казнєвський «Пригоди До-Ре-Мі» — Нац. радіо України 1977
- О. Ленціус «Севастопольська ніч» — Нац. радіо України 1978
- Л. Українка «Лісова пісня» — Нац. радіо України 1994

### Сценографія театральних вистав
- М. Анчаров, Б. Равенських «Драматична пісня» — Київ. ТЮГ. 1972
- Г. Полонський «Втеча в Гренаду» — Київ. ТЮГ. 1973
- Ю. Марцинкявічус «Кров та попіл» — Київ. Т-р «Золоті ворота».1985
- А. Дьяченка «Актори, актори, актори..»  — Київ. Т-р «Золоті ворота».1992
- А. Дьяченка «Злодії, злодії, злодії…» — Київ. Т-р «Золоті ворота».1993
- А.-В.-Я. Врапащак«Акторські ігри з Арістофаном» — Київ. Т-р «Золоті ворота». 1994
- Ю. Чеповецький, В. Пацунов «Гра в байки» — Київ. Т-р «Золоті ворота». 1994
- О. Пушкін «Моцарт і Сальєрі» . Нова редакція — Київ. Т-р «Золоті ворота».1995
- Е.  Йонеско «Король вмирає» — Київ. Т-р «Золоті ворота».1997
- В. Гюго «Собор Паризької Богоматері» — Київ. Т-р «Золоті ворота». 2008
- Л. Разумовська «Медея».(«Безумство кохання») — Київ. Т-р «Золоті ворота». 2009
- Х. Бойчев «Бомж-ілюзіон» («Оркестр Титанік») — Київ. Т-р «Золоті ворота». 2009
- Ж. Кокто «Людський голос» — Київ. Т-р «Золоті ворота». 2010
- Е. Йонеско «Король вмирає». Новаа редакція. — Київ. Т-р «Золоті ворота». 2012
- М. Розовський «Чорний квадрат»  Нова редакція. — Київ. Т-р «Золоті ворота». 2012
- Л. Горлач «Золоті ворота»  Нова редакція. — Київ. Т-р «Золоті ворота».2014.
- Ф. Достоєвський «Ідіот» — Вінниця, Академічний театр ім. М. Садовського, 2017

### Драматургія

#### П'єси
- «Акторські ігри з Арістофаном» — спів-автор, з   Я. Верещаком та О. Вратарьовим — 1994
- «Гра в байки» — спів-автор, з Ю. Чеповецьким — 1994
- «Різдвяно-новорічна фантазія» — спів-автор з Б. Шарварком — 1996
- «Одісея до Пакистану» — автор — 2014

#### Інсценізації
- За  повістю А. Шагіняна «Мій любий малюк», 1974
- За  повістю В. Тендрякова «Весняна мадонна», 1975
- За повістю М. Ібрагімбекова «За все добре- смерть», 1976
- За романом О. Гончара «Бригантина», 1979
- За героїчною поемою Ю. Марцинкявічуса  «Кров та попіл», 1985
- За історичною поемою Л. Горлача «Ніч у Вишгороді», 1985
- За романом у віршах Л. Костенко «Маруся Чурай», 1987
- За романом Ф.Достоєвського «Злочин і кара», 1991
- За романом Ф. Достоєвського «Ідіот», 2017

## Найважливіші науково-педагогічні твори

### Начальні посібники
- «Театральна вертикаль» — Київ, КНУКіМ,  2003.
- «Станіславський у ХХІ ст.: Культ? Міф? Чи реальність?» — Київ, Макрос, 2011.
- «Головне — не спізнитись» — ж-л «Театрально-концертний Київ» — травень 1973, с.- 6-7.
- «Діалектика наших взаємин» — ж-л «Театрально-концертний Київ» — жовтень 1975, с.- 3-4
- «Всесвітня театральна фієста» — ж-л «Український театр» — травень 1996, с.- 12-16-
- «Театральна вертикаль» — Альманах Академії мистецтв — "Мистецькі обрії'99, К. 2000, с. — 185—191.
- «Шлях до інтуїції» — ж-л «Посвіт» — 2000, № 2. С.- 39-44.
- «Кінець Золотої ери режисури» — ж-л «Український  театр» — травень, 2001, с. — 10-14.
- «Світове відлуння українського театру» (укладач збірки статей) — К, 2003
- «Чи дожене собака власного хвоста?» — ж-л «Український  театр» — 2004, № 4-5. С. — 2-4.

## Нагороди
- Почесне звання «Заслужений діяч мистецтв України» (1992)[4]
- Номінант на Державну премію України ім. Т. Г. Шевченка за виставу «Золоті ворота» (1986)
- Найвищий рейтинг Міжнародного фестивалю в м. Единбург (Шотландія) за виставу «Убивець» (1985, 1986)
- Перша премія Всеукраїнського конкурсу «Мистецтво книги України» за книгу «Театральна вертикаль» (2002)
- Диплом Рекорду України в галузі мистецтва (2012)